# 萨穆埃尔·桑切斯

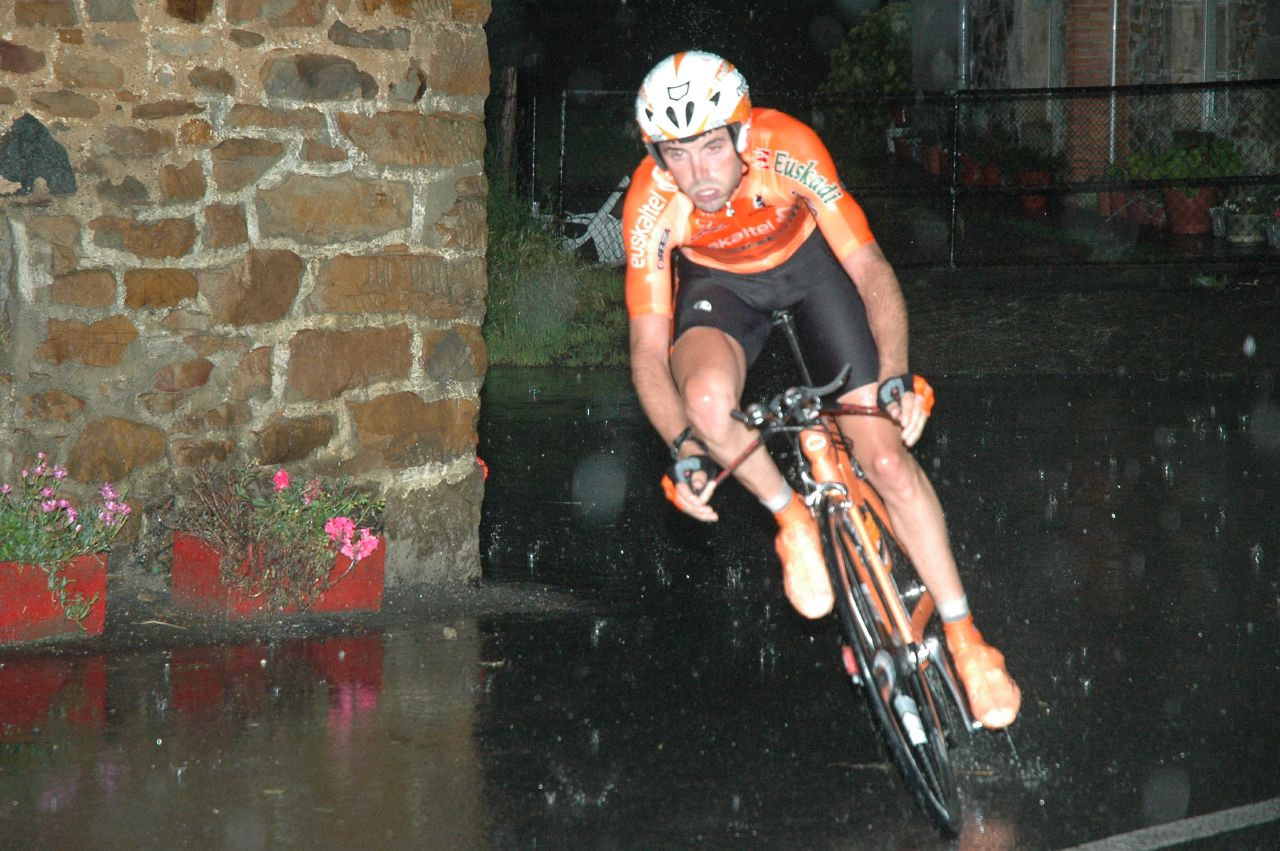
萨穆埃尔·桑切斯

萨穆埃尔·桑切斯·冈萨雷斯（Samuel Sánchez González，1978年2月5日—）生于奥维耶多，是一名西班牙职业自行车运动员，他曾在2008年北京夏季奧運會的單車－公路賽奪得金牌。